# Phare de Tylön
Le phare de Tylön (en suédois : Tylö fyr) est un ancien phare situé  sur l'île de Tylön au bout du cap de Tylösand, sur la commune d'Halmstad, dans le Comté de Halland (Suède).
Le phare de Tylön est inscrit au répertoire des sites et monuments historiques par la Direction nationale du patrimoine de Suède.

## Histoire
Tylön est une petite île située au bout du cap de Tylösand à environ 10 km à l'ouest d'Halmstad. L'île a été une réserve naturelle depuis 1927 et elle est fermée pendant la nidification. Le phare a été érigé en 1870 et était équipé d'un système optique de 3e ordre. Il a été électrifié en 1964.
Il a été désactivé en 1968 au bénéfice du phare à caisson installé en mer dans le Cattégat. Avant 2008 le phare était peint en blanc et en 2011, lors de sa restauration il a repris sa couleur rouge historique.

## Description
Le phare  est une tour octogonale en fonte de 13,4 mètres de haut, avec galerie et une lanterne, à côté d'une maison de gardien. Le phare est peint en rouge et la lanterne est grise. Il émettait, à une hauteur focale de 17,2 mètres, un long éclat blanc et rouge selon différents secteurs toutes les 30 secondes. Sa portée nominale était de 13 milles nautiques (environ 24 km).
Identifiant : ARLHS : SWE-0339 .
|          |
| Le phare |

|                    |
| Maison de gardiens |